# Hoàng Hoa Thám, Hưng Yên
Hoàng Hoa Thám là một xã thuộc tỉnh Hưng Yên, Việt Nam. Tên xã được đặt theo tên Hoàng Hoa Thám, người lãnh đạo cuộc khởi nghĩa Yên Thế chống thực dân Pháp (1884 – 1913).

## Địa lý
Xã Hoàng Hoa Thám nằm ở trung tâm tỉnh Hưng Yên, có vị trí địa lý:
- Phía đông giáp xã Đoàn Đào và xã Tiên Hoa.
- Phía tây giáp phường Phố Hiến và xã Hiệp Cường.
- Phía nam giáp xã Tiên Lữ và xã Tân Hưng.
- Phía bắc giáp xã Hồng Quang và xã Lương Bằng.

## Lịch sử
Ngày 23 tháng 3 năm 1996, Chính phủ ban hành Nghị định 17-CP về việc thị trấn Ân Thi trên cơ sở điều chỉnh 4,76 ha diện tích tự nhiên với 520 nhân khẩu của xã Hoàng Hoa Thám.
Sau khi điều chỉnh địa giới hành chính, xã Hoàng Hoa Thám còn lại 580,30 hécta diện tích tự nhiên với 5.582 nhân khẩu.
Ngày 16 tháng 6 năm 2025, Ủy ban Thường vụ Quốc hội ban hành Nghị quyết số 1666/NQ-UBTVQH15 về việc sắp xếp các đơn vị hành chính cấp xã của tỉnh Hưng Yên năm 2025. Theo đó, sắp xếp toàn bộ diện tích tự nhiên, quy mô dân số của thị trấn Vương và các xã Hưng Đạo, Nhật Tân, An Viên thành xã mới có tên gọi là xã Hoàng Hoa Thám.

## Giao thông
Xã Hoàng Hoa Thám nằm ở phía bắc tỉnh lộ 200D.